# Wattevilleite
La wattevilleite è un minerale.

## Etimologia
Il nome è in onore del barone tedesco Oscar de Watteville (1824-1901).